# Beshbarmak
Beshbarmak (kirguís: беш, 'cinco', y kirguiz бармак, 'dedo') es un plato popular de Kazajistán y Kirguistán. Es conocido en Karakalpakia en donde se lo conoce por el nombre de turama.
El término Beshbarmak significa "cinco dedos", porque el plato se come con las manos. El beshbarmak cocido consta de carne de caballo o cordero con pequeños trozos de masa hervidos en caldo y espolvoreados con perejil y cilantro. La carne hervida es normalmente cortada en dados y, a menudo mezclados con fideos cocidos y condimentada con salsa de cebolla. Se suele servir en un plato ovalado. Este plato es servido mediante un ritual específico. La carne se sirve en grandes piezas. Suele servirse con ak-nan - pan al horno especial con cebolla, y shorpo - en tazones de caldo de cordero llamado Kese.

## Ritual para servirlo

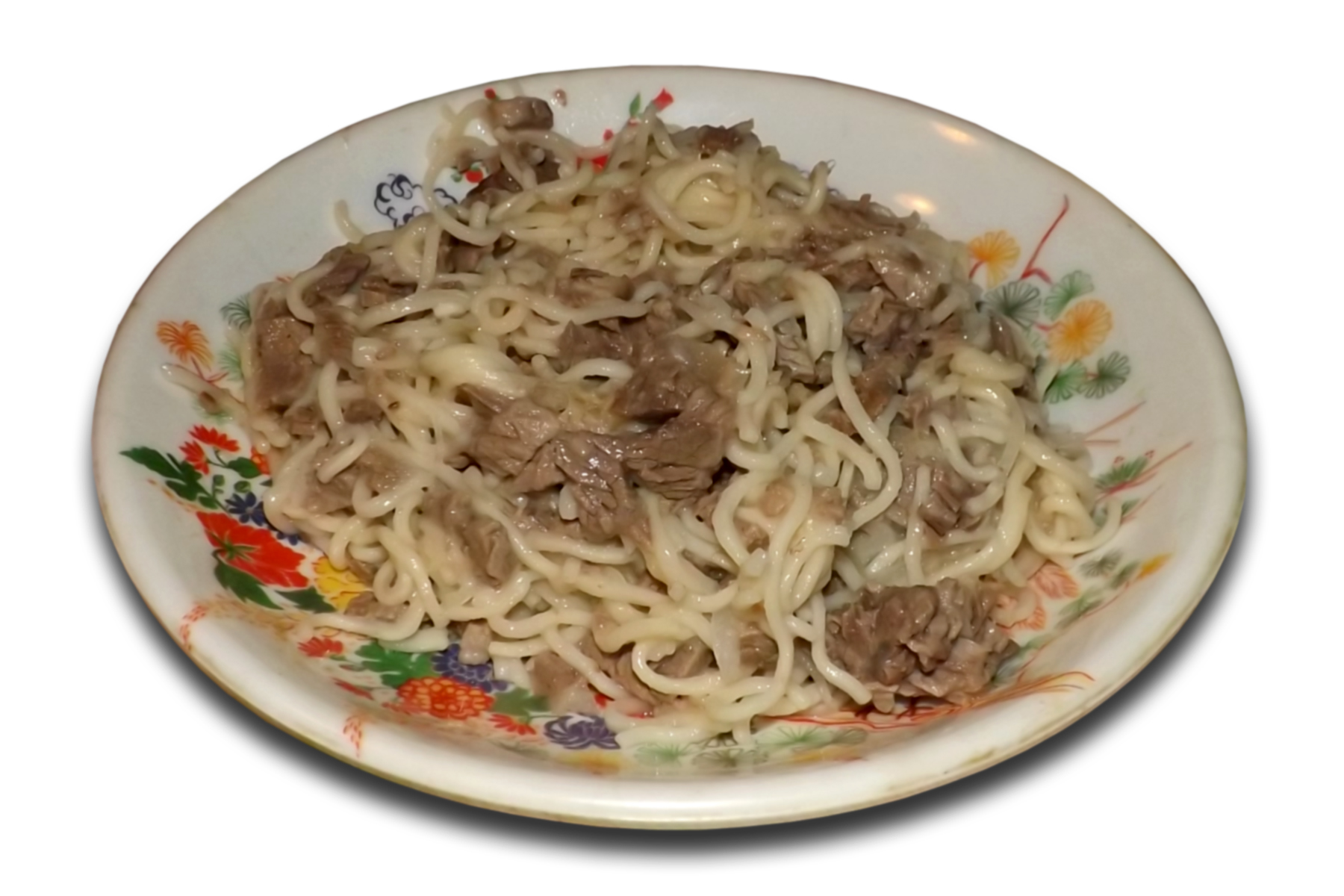
Beshbarmak.

El beshbarmak es servido tradicionalmente de acuerdo con un ritual. De acuerdo al mismo el koy-bash, o la cabeza de oveja hervida en un kasan, se presenta ante el huésped más honorable, por lo general la persona de mayor edad. Esta persona corta las partes de la cabeza y las ofrece a los demás invitados a la mesa. Los adultos jóvenes suelen recibir los huesos de las patas y paletas. A los jóvenes se les dan las orejas de la oveja con los deseos que sean cuidadosos, las niñas obtienen el paladar para ser diligentes. Las demás partes del cuerpo no se consideran menos importantes. A los huéspedes de honor se les convida la carne del muslo y la pata. A los niños se les dan los riñones y el corazón, que se supone que los harán hombres maduros, sin embargo a los niños no se les permite comer el cerebro de las ovejas, porque se cree que los puede hacer débiles de voluntad. Nunca se sirven las patitas a una niña debido a la creencia de que si las come va a permanecer para siempre soltera.